# Сьвідно (Свентокшиське воєводство)
Сьвідно (пол. Świdno) — село в Польщі, у гміні Красоцин Влощовського повіту Свентокшиського воєводства.
Населення — 453 особи (2011).

## Демографія
Демографічна структура на день 31 березня 2011 року:
|          | Загалом | Допрацездатний вік | Працездатний вік | Постпрацездатний вік |
| -------- | ------- | ------------------ | ---------------- | -------------------- |
| Чоловіки | 238     | 57                 | 150              | 31                   |
| Жінки    | 215     | 37                 | 114              | 64                   |
| Разом    | 453     | 94                 | 264              | 95                   |